# Bruxelização

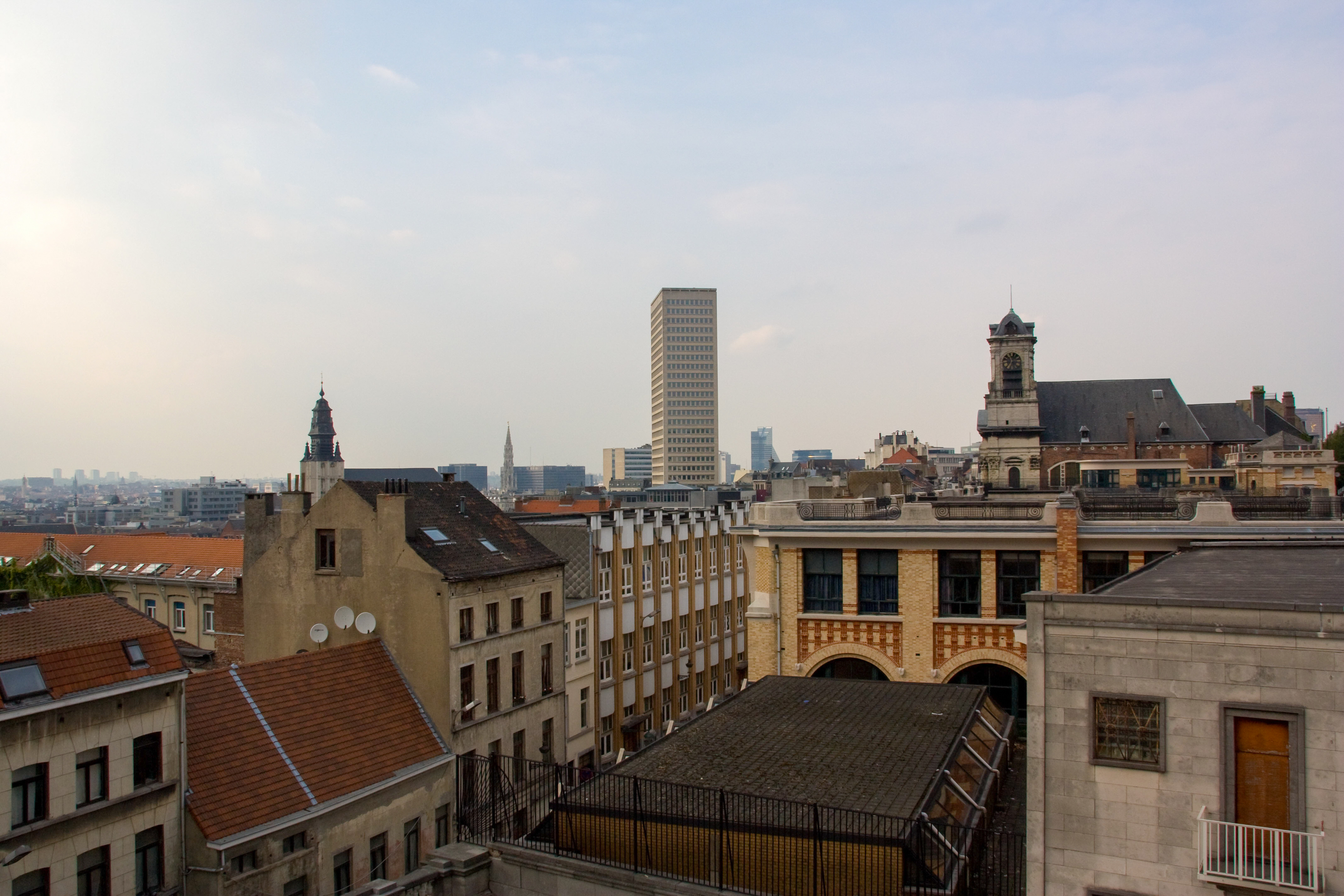
Prédios modernos inseridos sem relação com o entorno são claramente visíveis em Bruxelas

Bruxelização é o termo usado no urbanismo para a introdução sem controle de edifícios modernos em bairros antigos, muitas vezes substituindo prédios históricos e sendo parte de processos gentrificatórios e de uma política de não intervenção do estado no gerenciamento urbano. Leva o nome da capital da Bélgica, Bruxelas, que passou por este processo em especial a partir dos anos 1960, com um grande número de edifícios de valor histórico substituídos por prédios modernos genéricos.

## Bruxelas

### Precedentes históricos
O período pós-guerra não foi a primeira vez que Bruxelas foi radicalmente alterada por uma grande reforma. Antes das mudanças mais conhecidas, a cidade já vinha sofrendo mudanças no seu tecido urbano, com as avenidas centrais retas modeladas a partir de Paris, que foram criadas cobrindo e desviando o rio Senne, e a conexão ferroviária Norte-Sul, feita entre 1911 e 1952 e cuja longa duração deixou áreas do centro da cidade cheias de destroços e crateras por décadas. Outro precedente é a construção do Palácio da Justiça, o maior edifício do mundo construído no século XIX. André de Vries afirma que a tendência para as intervenções urbanas radicais pode ser rastreada até o reinado de Leopoldo II no final do século XIX, e talvez até o bombardeio da cidade pelas tropas de Luís XIV em 1695, já que, segundo ele, "quase não há um prédio de pé de antes de 1695, com exceção de algumas igrejas e a Câmara Municipal".
Leopoldo II procurava dar a Bruxelas a imagem de uma grande capital de uma potência imperialista/colonial. Em meados do século XX, havia um espécie de aliança não declarada entre os empresários do desenvolvimento urbano e o governo, com uma agenda modernista e com interesse em projetos de desenvolvimento de grande escala. Os cidadãos de Bruxelas não faziam parte dessa "aliança" e não tinham voz nos processos de transformação da cidade.

### Dos anos 1960 aos anos 1980

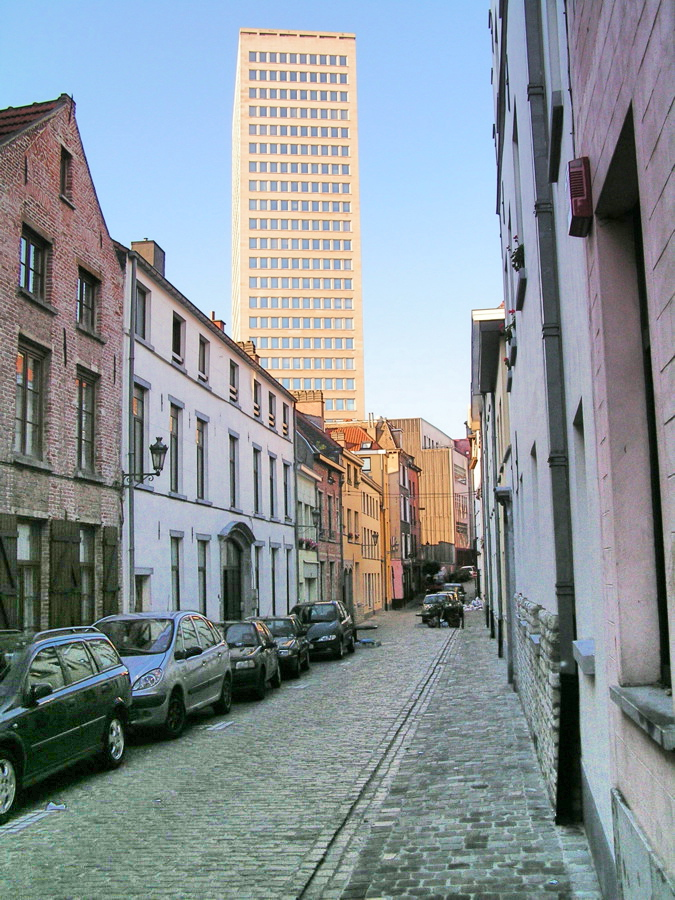
Torre Sablon, prédio em altura construído no lugar da Casa do Povo, visto da Rua Samaritaine, em Bruxelas.

As transformações urbanas que deram o nome para a Bruxelização aconteceram a partir do fim dos anos 1950, inicialmente para preparar Bruxelas para a Feira Mundial de 1958. Nesta primeira fase, muitos edifícios foram demolidos sem levar em conta sua importância arquitetônica ou histórica dando lugar a edifícios de escritórios e apartamentos de alta capacidade em estilo moderno ou a novas avenidas e túneis, sob a justificativa de melhorar o transporte e aumentar rapidamente o número de pessoas que trabalham e moram na cidade. Entre as maiores polêmicas estava a demolição em larga escala de moradias e a remoção de doze mil moradores para o desenvolvimento do distrito comercial de arranha-céus no Bairro Norte, que foi chamado de Plano Manhattan.
Outras grandes mudanças urbanas foram feitas na sequência, sob a justificativa de que eram necessárias para adequar a cidade ao seu novo papel no pós-guerra enquanto sede política para a União Europeia e da OTAN, começando com a construção da sede da Comissão Europeia em 1959 e a criação do que ficou conhecido como "Bairro Europeu". A lei orgânica de planejamento territorial e urbanismo, de 1962 contribui ainda mais para as transformações - apesar de inspirada em leis de planejamento urbano dos Estados Unidos, era bem mais ousada que as do país americano, como permissão para expropriação em blocos, por exemplo. A introdução de uma rede ferroviária de alta velocidade na década de 1990 foi a mais recente desculpa para os agentes da especulação imobiliária poderem remover e remodelar partes da cidade e introduzir prédios de escritórios e hotéis modernos, que levou à destruição de quarteirões próximos à estação ferroviária Bruxelas-Sul.
Essas mudanças causaram protestos entre os cidadãos de Bruxelas e organizações de preservação do patrimônio. A demolição da Casa do Povo, edifício Art nouveau projetado por Victor Horta, foi um dos focos dos protestos, chegando a ter uma moção de proteção no Congresso Internacional de Arquitetos e Técnicos dos Monumentos Históricos de 1964, que não surtiu efeito, com o prédio sendo demolido em 1965 e dando lugar a moderna Torre Sablon. Os protestos dos arquitetos cunharam o nome Bruxelização para o que estava acontecendo em Bruxelas, tendo se popularizado entre os moradores da cidade m 1968 durante os protestos contra o Bairro Europeu e com o Atelier de Recherche et d'Action Urbaines (ARAU) sendo creditado por mais tarde levar o termo aos fóruns internacionais. O ARAU tinha sido fundado após a Batalha do Marolle, um protesto bem sucedido em impedir demolições em massa para ampliação do Palácio da Justiça em 1969. Arquitetos como Léon Krier e Maurice Culot formularam uma teoria do planejamento urbano anticapitalista, como uma rejeição ao modernismo desenfreado que estava tomando a capital belga.

### Década de 1990: da bruxelização ao fachadismo
No início da década de 1990, foram introduzidas leis que restringiam a demolição de edifícios considerados de importância arquitetônica ou histórica e em 1999 o plano de desenvolvimento urbano declarou explicitamente os prédios altos como arquitetonicamente incompatíveis com a estética existente do centro da cidade. Isso levou ao surgimento do que foi denominado fachadismo - a destruição de todo o interior de um edifício histórico, preservando sua fachada histórica.
Essas leis foram a Lei de Planejamento Urbano de 1991, que deu às autoridades locais poderes para recusar pedidos de demolição com base em significância histórica, estética ou cultural e para designar zonas de patrimônio arquitetônico; e a Lei de Conservação do Patrimônio de 1993, que deu ao governo da Região da Capital Bruxelas o poder de designar edifícios a serem protegidos por razões históricas. No entanto, esse sistema tinha suas deficiências. Embora o governo da região da capital pudesse designar edifícios históricos, haviam dezenove autoridades municipais responsáveis pelas licenças de demolição. Somente com a criação de um sistema único de permissões esse conflito interno foi resolvido.